# The Malloys
The Malloys är en duo av film- och musikvideoregissörer, bestående av bröderna Emmett Malloy and Brendan Malloy. De har regisserat musikvideor till bland annat Avril Lavigne, Demi Lovato, Jonas Brothers, Kesha, Metallica och Vampire Weekend.